# Safran M88
Pour les articles homonymes, voir M88.
Le Safran M88 est un turboréacteur double-flux à postcombustion, construit pour l'avion de combat Dassault Rafale par le motoriste français Snecma (désormais Safran Aircraft Engines).

## Historique
Le développement du M88 débute en 1987 dans les bureaux d'études de Snecma. Chargé de propulser le futur Rafale de Dassault, il doit pour cela permettre une utilisation polyvalente (missions à haute ou basse altitude, missions d'interception) et une faible consommation spécifique en régime de croisière tout en étant compact. Le M88-2 tourne pour la première fois au banc d'essai en février 1989, puis vole sur le Rafale A le 27 février 1990.
Après des centaines d'heures de vol sur les différents prototypes du Rafale, le M88-2 est certifié « bon de vol » en mars 1996.
Le 13 juillet 2022, Safran annonce que le moteur a franchi le cap du million d’heures de fonctionnement.

## Caractéristiques
Au vu des contraintes de polyvalence demandées au moteur, une architecture double corps (pour une accélération rapide) double-flux (pour réduire la consommation) a été retenue. Le moteur M88 délivre une poussée de 50 kN à sec, pour une consommation de 0,8 kg/(daN. h), et 75 kN avec la postcombustion, pour une consommation de 1,7 kg/(daN. h).
Il est équipé d'un système d'autodiagnostic très performant et la disponibilité des moteurs est en nette amélioration, participant à l'arrivée à la maturité technique des Rafale selon le commandant de la Flottille 12F. Le changement d'un réacteur M88 peut être réalisé en une heure à trois mécaniciens d'aéronefs, là où il faut une demi-journée et un point fixe pour un Snecma M53 de Dassault Mirage 2000.
Dans le but de faciliter sa maintenance, le M88, comme son prédécesseur le M53, a une conception modulaire. Il est ainsi composé de 21 modules remplaçables isolément et sans mise au point particulière.

## Versions

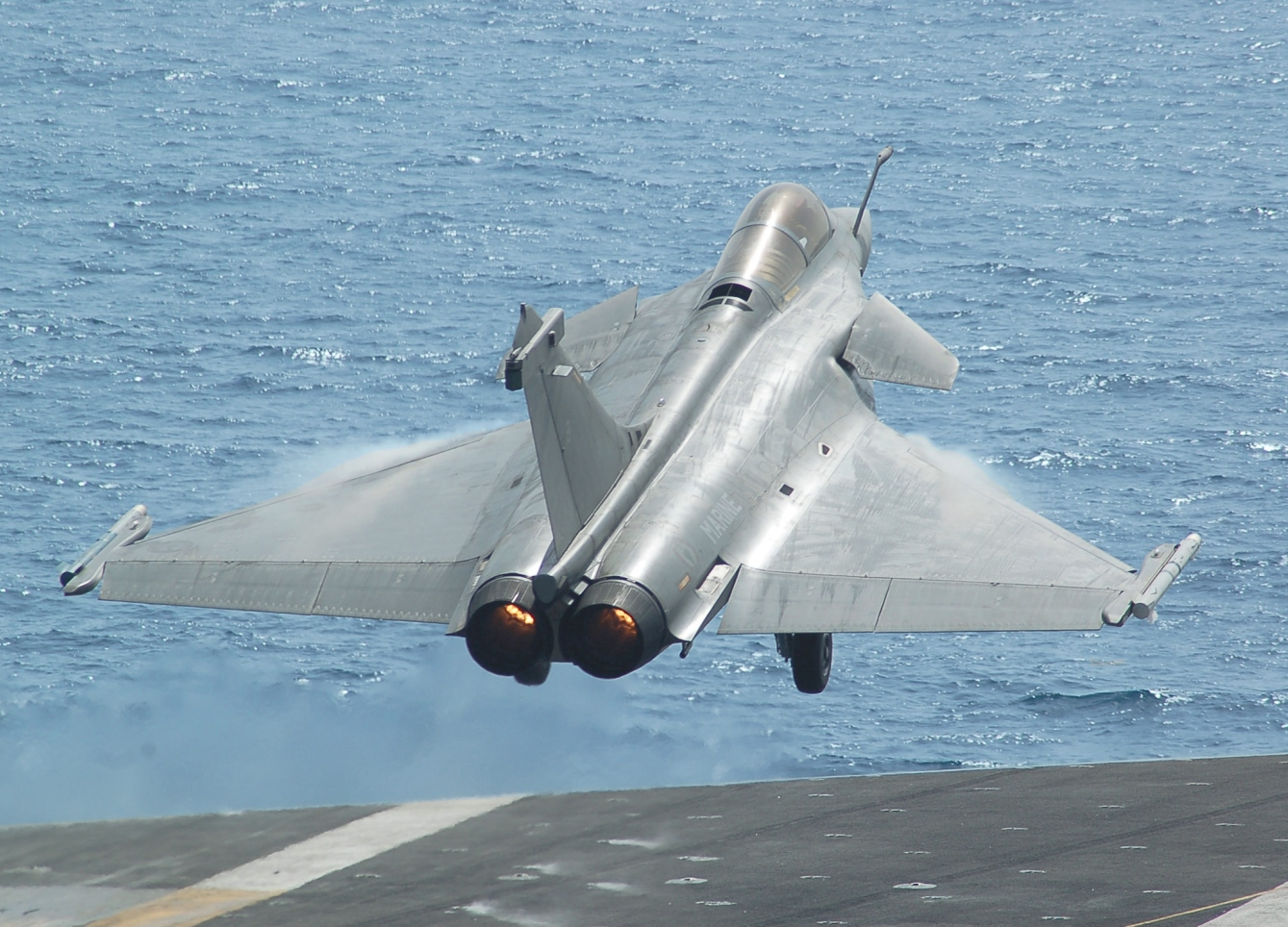
Un Rafale M au décollage, avec ses deux M88 à pleine postcombustion.

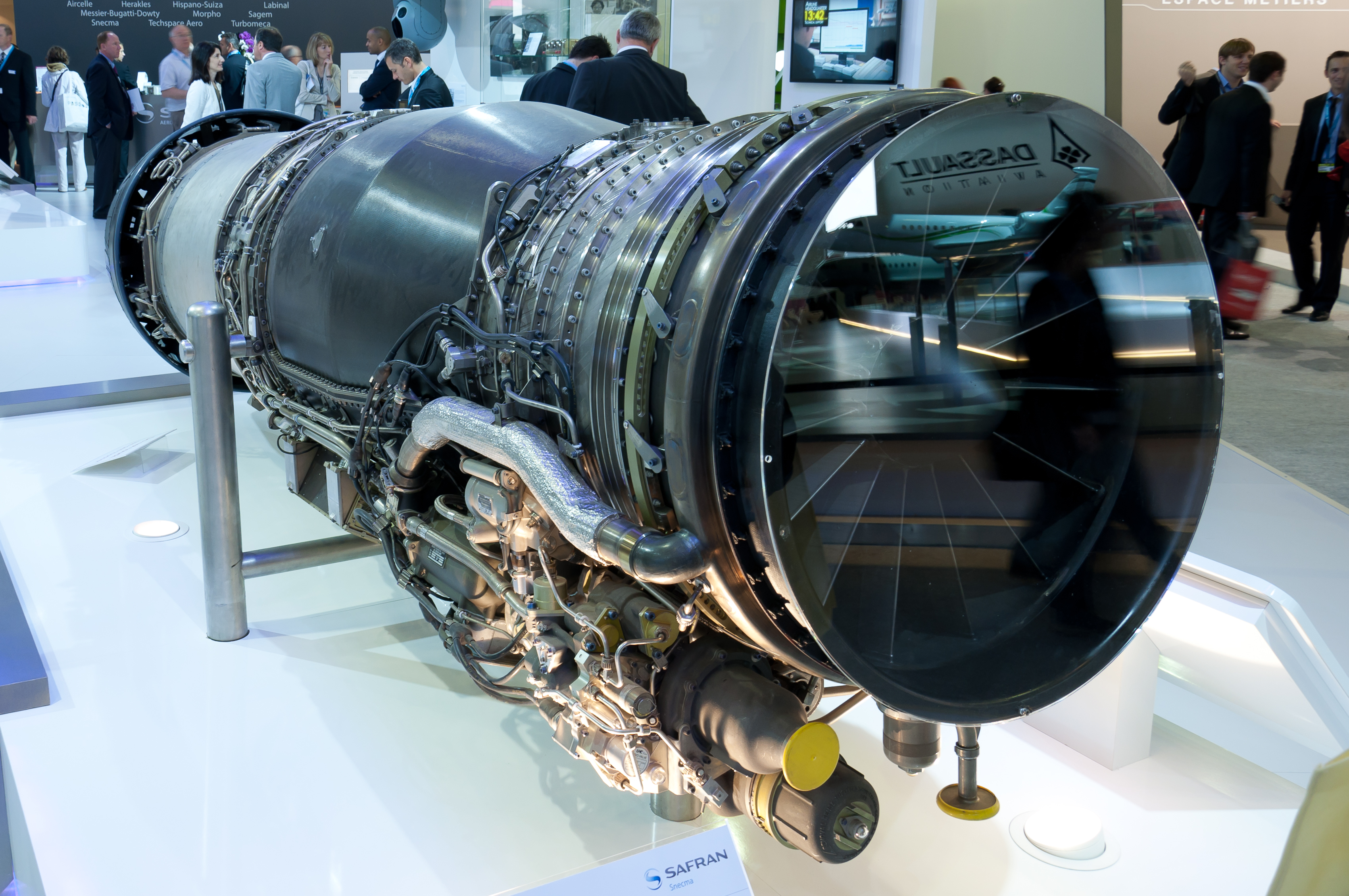
Un M88-4E, en 2013.

Ce moteur fait l'objet de différents programmes de développement :
Le programme M88-2 E4 (pour « étape 4 ») notifié en 2003 par la direction générale de l'Armement (DGA), adopte de profondes améliorations qui rallongent sa durée de vie et réduisent les coûts de maintenance.
Le programme M88 Pack CGP (pour « coût global de possession »), ou M88-4E, s'appuie sur un contrat d'étude, développement et production notifié en 2008 par la DGA et consiste à introduire des améliorations techniques permettant de réduire les coûts de maintenance. L'objectif de cette version est de réduire le coût de possession du M88 et d'allonger les intervalles d'inspection des principaux modules en augmentant la durée de vie des parties chaudes et des pièces tournantes. Ainsi, l'intervalle entre deux opérations de maintenance est porté de 2 500 à 4 000 cycles, soit une amélioration de 60 % du temps passé sous l'aile. 20 % du moteur a été modifié en comparaison de la version -2E4, les principales modifications concernent le compresseur haute pression qui se voit doté de 3 nouveaux redresseurs et d'un nouveau carter arrière, et la turbine haute pression qui reçoit de nouvelles aubes. Il a été testé en vol pour la première fois le 22 mars 2010 à Istres, sur le Rafale M02 du CEV. Le processus de qualification comprend 70 vols. Les premières livraisons à Dassault sont prévues pour fin 2011 et l'entrée en service dans la Marine et l'Armée de l'air en 2012 avec les derniers Rafale de la tranche 3. Le M88-4E sera alors l'unique standard de production de Snecma et les M88 déjà en service seront progressivement mis à ce standard.
Le programme M88-X puis M88-9 (9 tonnes de poussée) est une proposition de Safran la nouvelle entité regroupant l'ex SNECMA, Sagem (et plus tard Zodiac Aerospace) depuis 2005, dans le cadre d'un premier round de négociations pour la vente de Rafale aux Émirats arabes unis (EAU) en 2009. En effet, les EAU avaient très tôt montré leur scepticisme craignant que sous fortes chaleurs les 75 kN du moteur d'origine soient insuffisants. Cette variante sous forme de démonstrateur développait potentiellement entre 80 KN et 91 kN de poussée, le motoriste prévoyait trois ans de développement pour le finaliser. L'unité devait présenter les mêmes coûts de Maintien en Conditions Opérationnelles (MCO) que les précédentes versions (notamment des « Pack CGP » et « -E4 »). La principale modification de cette version était un compresseur basse pression plus gros, permettant d'augmenter le débit du moteur de 65 à 72 kg/s. Les trois étages de ce module étaient des disques aubagés monoblocs. Son intégration dans le Rafale aurait pu poser problème en déplaçant le centre de gravité. Ce premier round de négociations avec les EAU échoua et le programme M88-9 ne fut jamais lancé.
Les négociations avec les EAU furent mises en sommeil, pour reprendre bien plus tard. C'est fin 2021 que fut officialisée une commande record de 80 Rafale au futur standard F4 (qui était à l'époque en cours de développement) par les Émirats arabes unis. Les EAU n'ont jamais réactivé leur demande pour un moteur plus puissant. L'avion de combat ayant entre-temps été utilisé en mission de combat sous différents climats et notamment au Sahel.
Lors du Salon du Bourget 2025, Safran annonce le développement d'une version T-REX profondément modifiée, d'une puissance augmentée de 20%.

## Après 2025
Le standard F4 du Rafale a été finalisé en mars 2023. L'évolution moteur pour ce standard devrait être déployable à partir de 2025, et se limite à l'insertion de plus de capteurs et d'électroniques afin d'améliorer le maintien en condition opérationnelle.
Le standard F5 du Rafale va nécessiter une puissance supérieure de motorisation et de production électrique, indispensable pour compenser l’alourdissement de cette version du fait de nouveaux systèmes (radar AESA à balayage étendu, système de guerre électronique, traitement collaboratif des données, connectivité augmentée), et de la mise en œuvre de drones de combat ailiers. Lors du Salon du Bourget 2025, Safran annonce le développement d'une version T-REX, profondément modifiée et d'une puissance augmentée de 20%, tout en conservant la même masse et le même volume en utilisant des matériaux plus performants, une chambre de combustion optimisée et un nouveau système de régulation numérique à haut rendement.